# Subh-i Azal

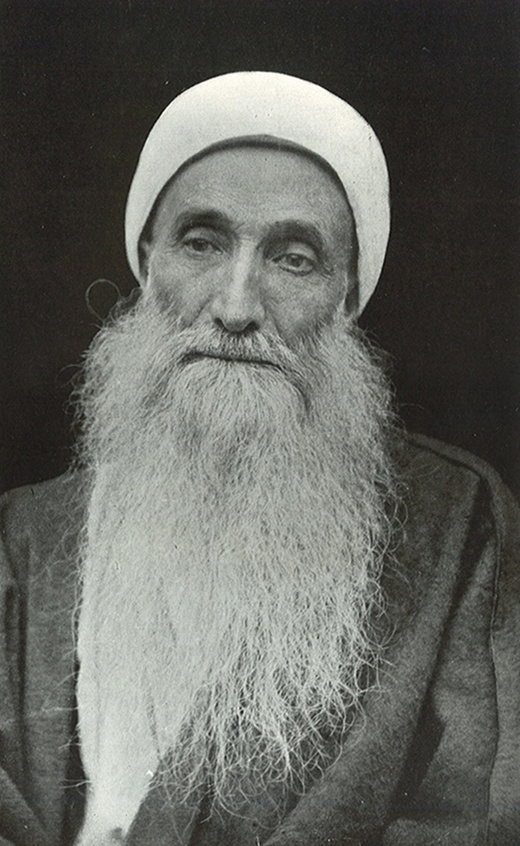
Subh-i Azal

Subh-i Azal, de nom real Mirza Yahya Nur (vers 1830-1912), fou el fundador de la secta azalita dels babis.
La seva família fou expropiada per la monarquia persa. El 1844, quan vivia a Teheran amb el seu germà Mirza Husayn Ali (Baha Allah), foren dels primers convertits al babisme a la capital. El 1848, va intentar unir-se a la revolta babi a Mazanderan. Posteriorment, la direcció clerical del babisme fou suplantada en part per laics i el mateix Bab fou executat el 1850. Yahya havia rebut de Bab el títol de Subh-i Azal ('Matí d'eternitat') i d'al-Thamar al-Azaliyya ('Fruit etern') i fou dels primers laics que va pretendre la revelació (un versos que havia compost havien estat aprovats per Bab i l'havia designat successor).
El 1852, va participar en la revolta fracassada de Takur i va haver de fugir a Bagdad, on es va imposar com a cap de la secta; però va restar amagat i sense contacte amb la comunitat més que mitjançant alguns fidels, i el seu germà Husayn Ali, més agosarat, es va imposar com a líder efectiu de la comunitat babi a Bagdad i va exposar les seves pretensions a ser el profeta. El 1863 els babis de Bagdad foren expulsats a Edirne i la divisió entre els dos germans fou ja evident i no tenia marxa enrere: els babis es van dividir entre babis azalites i babis bahais.
Husayn Ali fou exiliat pels turcs a Acre, i Yahya Nur fou exiliat a Xipre. Va morir a Famagusta el 29 d'abril de 1912. El seu successor, Mirza Yahya Dawlatabad, va optar per ser un reformador secular abans que un cap religiós i el moviment azalita va perdre empenta.
Va deixar algunes obres, però en general no han estat publicades.